# Drevokocúr
Drevokocúr je podle článku Kláry Smolíkové z listopadu 2010 pseudovýraz, který podle podivuhodně houževnatého mýtu je slovenským překladem českého výrazu veverka. Podle Česko-slovenského slovníku se veverka slovensky řekne veverica nebo veverička. Folklorista Petr Janeček zařadil slovo drevokocúr mezi jazykové anekdoty. Jazykovědkyně Mira Nábělková uvádí slovo jako příklad mezijazykového mýtu, tj. jako výmysl podávaný a v jistém společenském prostoru přijímaný jako pravda.
Drevokocúr se v českém prostředí nejčastěji vyskytuje ve „slovenské“ hláskové, resp. pravopisné podobě, ale lze narazit na částečně adaptované či zdomácnělé varianty jako drevokocůr, drevokocour, dřevokocour, stromokocúr i na odvozeniny typu drevokocúrka nebo drevomačka.

## Původ výrazu
O původu výrazu nejsou věrohodné zdroje. V diskusích bývá původ slova připisován například hercům Miroslavu Horníčkovi, Vladimíru Menšíkovi, Jiřímu Krampolovi, Jiřímu Sovákovi, Mariánu Labudovi a dalším.
Ve slovenském prostředí někteří autoři (např. v 90. letech Zuzana Szatmáryová v článku Z hlúpeho jazyka pochádzajú mnohé nepríjemnosti, cit. podle Ivana Masára v Kultúre slova, 1996) řadili slovo mezi puristické novotvary, které údajně jazykovědci či úředníci doporučovali jako náhradu za existující a používaná slova. Prof. Ján Mlynárik při inaugurační přednášce na FF UK v Praze zmínil slovo drevokocúr jako příklad slovenského lingvistického podvrhu. V práci Českí profesori na Slovensku (I. diel. Českí profesori a ich slovenskí žiaci na UK v rokoch 1919–1949, 1994) drevokocúra představil jako plod prvorepublikového puristického prístupu k jazyku.
Mira Nábělková uvádí z internetových diskusí zmínku, že V. Richter údajně v roce 1972 v etnografickém článku o prekáračkách (žertovných lidových písních) z jihomoravského rakouského pomezí zmínil slovo drevokocúr jako lokální pojmenování veverky, ale ve slovenském nářečovém slovníku takové slovo není. Není známo ani časové zařazení vzniku slova či jeho průniku do širšího oběhu. Je také možné, že původ slova souvisí s německým Eichkatze (doslova „dubokočka“).
V úvahu připadá také polský původ, protože podobný jazykový mýtus se objevuje i v polském jazykovém prostředí („drzewo kocur“ nebo „drewny kocur“), kde je ovšem většinou uváděn jako české slovo (i v podobě „dřevný kocůr“). Polský původ podporuje i skutečnost, že polské slovo „drzewo“ znamená „strom“.

## Rozšíření a používání slova
Podle ankety M. Nábělkové mezi asi 30 pražskými českými i slovenskými studenty slovakistiky slovo neznali pouze dva – jeden ze Slovenska, který však znal z televizního pořadu slovo stromokocúr, a jedna Češka. Více slovenských studentů se však se slovem setkalo až v českém prostředí. Čeští studenti většinou slovo znali už od dětství a teprve po letech dospěli k poznání, že nejde o běžný slovenský výraz. Rovněž v diskusích na internetu lze nalézt řadu dokladů, kdy se diskutovalo o víře a nevíře v reálnost tohoto slova a jsou uváděny doklady a reference k ozřejmení a doložení pravdy a nabytí jistoty.
Lidové noviny v červnu 2006 zveřejnily test znalostí slovenštiny, v němž jednou ze 17 otázek bylo, zda slovo drevokocúr znamená veverku, pilu, anebo zda takové slovo neexistuje.
Na Slovensku se v populárním televizním seriálu Susedia (2006) vyskytla postava bodrého horala se jménem František Stromokocúr, jejímž dialogovým partnerem je László Komárom. Postavy vytvořili Peter Marcin a Andrej Kraus v rozhlasovém kabaretu Twister a poté v televizních kabaretech Uragán a Hurikán.
Slovenská hudební skupina Kopytovci vydala v roce 1995 album Mekký drevokocúr jako své první, prodalo se přibližně 20 000 kusů, z toho jen v České republice v květnu 1995 se prodalo asi 7500 kusů.
Jméno Drevokocúr nese řada hudebních či sportovních klubů ve slovenském i českém prostředí, Češi i Slováci je používají jako internetové přezdívky či jako nadávky, jako hravé etnické pojmenování Slováka apod. V paraglidingu se ve slovenském i českém prostředí ujalo jako slangové označení nešťastníka, který přistál na stromě. Drevokocur lázeňský je od roku 2009 též název soukromého apartmánu v Mariánských Lázních.